# انسولین رگولار
انسولین رگولار که به آن انسولین خنثی و انسولین محلول نیز گفته می‌شود نوعی انسولین کوتاه اثر است. این دارو برای درمان دیابت نوع ۱، دیابت نوع ۲، دیابت بارداری و عوارض دیابت مانند کتواسیدوز دیابتی و سندرم هایپراسمولار هیپرگلیسمیک استفاده می‌شود. این ماده همچنین به همراه گلوکز برای درمان سطح بالای پتاسیم خون استفاده می‌شود. به‌طور معمول به صورت تزریق زیرجلدی تجویز می‌شود، اما ممکن است به صورت تزریق وریدی یا عضلانی نیز استفاده شود. شروع اثر به‌طور معمول در ۳۰ دقیقه است و به‌طور معمول ۸ ساعت طول می‌کشد.
عارضه جانبی شایع افت قند خون است. سایر عوارض جانبی ممکن است شامل درد یا تغییرات پوستی در محل تزریق، افت پتاسیم خون و واکنش‌های آلرژیک باشد. استفاده در دوران بارداری برای کودک نسبتاً بی خطر است. انسولین رگولار را می‌توان از لوزالمعده خوک یا گاو تهیه کرد. گونه انسانی را می‌توان با اصلاح گونه خوک یا فناوری نوترکیب، تولید کرد.
انسولین برای اولین بار در سال ۱۹۲۲ توسط چارلز بست و فردریک بنتینگ به عنوان دارو در کانادا استفاده شد. این دارو در فهرست داروهای ضروری سازمان بهداشت جهانی قرار دارد. در سال ۲۰۱۷، با بیش از ده میلیون نسخه، ۷۳ امین داروی رایج در ایالات متحده بود. این دارو همچنین به صورت ترکیبی با انواع طولانی اثرتر انسولین مانند انسولین NPH تولید می‌شود.